# Run, Run, Run
Pistes de A Quick One
Boris the Spider
Run, Run, Run est une chanson du groupe britannique The Who, première piste de l'album A Quick One de 1966.
Le titre est également présent sur l'album Magic Bus: The Who on Tour de 1968, ainsi que dans les BBC Sessions du groupe.

## Genèse et enregistrement
L'enregistrement de Run, Run, Run par les Who s'est déroulé aux IBC Studios, de Londres, durant la semaine du 3 octobre 1966. 
La chanson, écrite et produite par Pete Townshend, fut d'abord enregistrée par un autre groupe de musique, The Cat, au label Reaction en mai 1966.